# Michael Logue

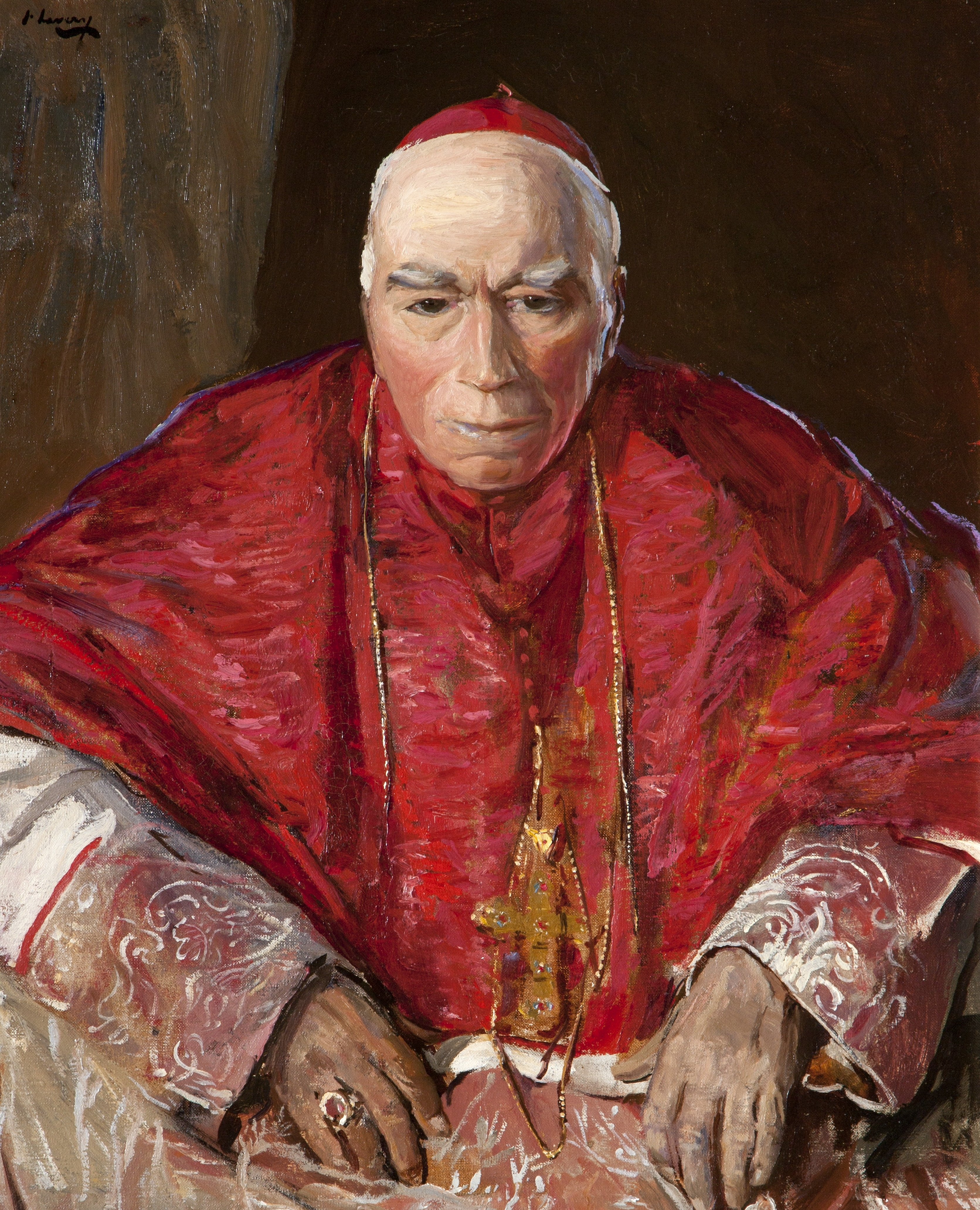
Michael Kardinal Logue (Gemälde von John Lavery, 1920)

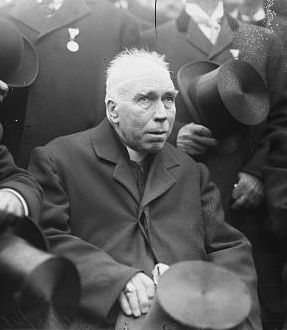
Kardinal Logue im Jahr 1908

Michael Kardinal Logue (* 1. Oktober 1840 in Duringings, Kilmacrenan; † 19. November 1924 in Armagh) war Erzbischof von Armagh und Kardinal der Römischen Kirche.

## Leben
Er wurde im Heimatdorf Duringings seiner Mutter geboren. Der Sohn des Schmieds Michael Logue und dessen Frau Catherine Durnings besuchte von 1857 bis 1866 das St Patrick’s College in Maynooth, wo seine Intelligenz ihm den Spitznamen Nordstern einbrachte. Vor seiner Priesterweihe wurde er im Jahr 1866 von den irischen Bischöfen als Professor für Theologie und Belles lettres an das Irish College nach Paris geschickt. Er empfing im Dezember desselben Jahres das Sakrament der Priesterweihe.
Logue blieb an der Fakultät des Irish College bis 1874, als er in seine Heimat als Pfarradministrator in Letterkenny zurückkehrte. Im Jahr 1876 wurde er an das Maynooth College als Professor für Dogmatik und Irisch sowie als Dekan berufen.
Am 13. Mai 1879 wurde er zum Bischof von Raphoe ernannt. Der Erzbischof von Armagh, Daniel McGettigan, spendete ihm am 20. Juli desselben Jahres in der Kathedrale St. Eunan and St. Columba die Bischofsweihe; Mitkonsekratoren waren James Donnelly, Bischof von Clogher, und Francis Kelly, Bischof von Derry. Er war eine an der Finanzmittelbeschaffung beteiligte Person während der irischen Hungersnot von 1879, die sich aufgrund größerer Spenden von Lebensmitteln und staatlicher Eingriffe niemals zu einer großen Hungersnot entwickelte. Er nahm die Vorteile des Intermediate Act of 1878 wahr, um das katholische Gymnasium in Letterkenny zu vergrößern. Er war auch maßgeblich an der irischen Abstinenzbewegung beteiligt, um vor Alkoholkonsum abzuschrecken.
Am 18. April 1887 wurde er zum Koadjutorerzbischof von Armagh und Titularerzbischof von Anazarbus ernannt. Nach dem Tod Daniel McGettigans folgte er ihm am 3. Dezember desselben Jahres als Erzbischof von Armagh nach und wurde damit Primas von ganz Irland. Papst Leo XIII. nahm ihn am 16. Januar 1893 als Kardinalpriester in das Kardinalskollegium auf und er erhielt am 19. Januar des gleichen Jahres die Titelkirche Santa Maria della Pace. Er war der erste Erzbischof von Armagh, der zum Kardinal erhoben wurde. Er beteiligte sich an den Konklaven 1903, 1914 und 1922, die die Päpste Pius X., Benedikt XV. und Pius XI. wählten. Logue übernahm die Fertigstellung der viktorianischen neugotischen Kathedrale St. Patrick in Armagh. Die neue Kathedrale, die Armagh überragt, weihte er am 24. Juli 1904.
Logue war ein öffentlicher Unterstützer der irischen Home Rule und billigte den anglo-irischen Vertrag im Jahr 1921. Logue war politisch konservativer als Erzbischof William Joseph Walsh, wodurch es zu Spannungen zwischen den Erzbistümern Armagh und Dublin kam.
Michael Logue starb in der Ara Coeli, der Residenz des Erzbischofs, und wurde in der Krypta seiner Kathedrale beigesetzt.